# BVSC-Zugló
Budapesti Vasutas Sport Club-Zugló Közhasznú Egyesület (BVSC-Zugló) egy budapesti sportközösség A sportközösséget sportoló vasutasok hozták létre azzal a céllal, hogy sportolási lehetőséget biztosítson a fővárosi vasutasoknak. Az alapító tagok közül Király Géza és Garamszegi Árpád neve ismert. A BVSC-Zugló jelenleg 13 szakosztállyal működik, stadionja a Szőnyi úton található. A klub elnöke Szatmáry Kristóf, tiszteletbeli elnöke Karácsony Gergely, alelnök Tóth Sándor, ügyvezető elnök Szentpáli Gábor.

## Története
1911 tavaszán a Budapest VIII. ker., Kerepesi út 5. sz. alatt lévő ún. nyolcház udvarán Király Géza kezdeményezésére megalakult a Budapesti Vasutas Sport Club. Dresszük: fehér alapon a nyaki rész és a mandzsetta piros volt, a mellen nagy, piros szárnyas kerék. Első klubhelyiségük, illetve irodájuk funkcióját a Keleti pu. indulási oldalán, az első emeleten egy ici-pici kis helyiség töltötte be. Az alapítók többsége olyan vasutasok voltak, akik korábban más, nem vasutas sportegyesületekben tevékenykedtek, a klubtagok viszont a budapesti pályaudvarok alkalmazottai sorából kerültek ki. Alig három év telt el a BVSC megalakulása után, amikor kitört az első világháború, amely lehetetlenné tette a fiatal klub működését. A játékosok és vezetők közül sokan elestek, vagy a háború áldozataivá váltak, így évekbe tellett míg a klub újra taplra tudott állni. 1921-ben hívták össze az első közgyűlést, ekkor választottak új vezetőséget, a klub új elnöke Csordás István üzemigazgató-helyettes lett. Az új vezetőségre hárult az a feladat, hogy a Budapesti Vasutassport Clubot újjáélessze és a sportolási lehetőséget biztosítson a fővárosi pályaudvarok sportszerető vasutasainak.
Mint ismeretes az ötvenes évek elején a sportmozgalmat átszervezték. A SZOT elnöksége és az OTSB közös határozata értelmében 1954 végén "sportházasság" jött létre a közlekedési tárcához tartozó három fővárosi egyesület, a Bp. Lokomotív, az Előre és a Postás között. A három egyesületből létrehozott Bp. Törekvés mind a szakosztályok, mind pedig a sportolók számát tekintve az ország egyik legnagyobb egyesülete lett. Az maradt másfél évvel később is, amikor újból felvette a régi nevét. A Budapesti Vasutas Sport Club 18 szakosztállyal működött tovább dr. Gámán József elnökletével.
Az egyesület a magyar egyetemes sporttörténelemben kiemelt helyet foglalt el mindig is, 1969. évi rangsorolás alapján bekerült a tíz legelismertebb, legeredményesebb egyesület közé. Néhány szakosztálya -vívó, úszó, birkózó, asztalitenisz- révén országos és világhírnevet is kivívott magának. A jubileumi évben (1971) készült statisztika szerint az egyesületnek 13 szakosztálya- asztalitenisz, atlétika, birkózó, jégkorong, kerékpár, kézilabda, labdarúgó, műugró, röplabda, tenisz, úszó, vívó és vízilabda-, valamint sportiskolája működött. A szakosztályokban foglalkoztatottak száma: 1523 fő (sportiskolásokkal), ebből 57 – közülük 14 főfoglalkozású- edző volt.
2011-ben a BVSC neve BVSC-Zuglóra változott, mivel a klub irányítását átvette a XIV. kerületi önkormányzat.

## A BVSC olimpiai bajnokai
| Énekes István       | 1932 | Los Angeles  | ökölvívás   | légsúly            |
| Bóbis Gyula         | 1948 | London       | birkózás    | szf. nehézsúly     |
| Papp László         | 1948 | London       | ökölvívás   | középsúly          |
| Gyenge Valéria      | 1952 | Helsinki     | úszás       | 400 m gyors        |
| Littomeritzky Mária | 1952 | Helsinki     | úszás       | 4x100 m gyorsváltó |
| Székely Éva         | 1952 | Helsinki     | úszás       | 200 m mell         |
| Keresztes Attila    | 1956 | Melbourne    | vívás       | kardcsapat         |
| Magay Dániel        | 1956 | Melbourne    | vívás       | kardcsapat         |
| Mendelényi Tamás    | 1960 | Róma         | vívás       | kardcsapat         |
| Ágoston Judit       | 1964 | Tokió        | vívás       | női tőrcsapat      |
| Konrád János        | 1964 | Tokió        | vízilabda   |                    |
| Fenyvesi Csaba      | 1968 | Mexikóváros  | vívás       | párbajtőrcsapat    |
| Erdős Sándor        | 1972 | München      | vívás       | párbajtőrcsapat    |
| Fenyvesi Csaba      | 1972 | München      | vívás       | párbajtőrcsapat    |
| Fenyvesi Csaba      | 1972 | München      | vívás       | párbajtőr egyéni   |
| Horkai György       | 1976 | Montreal     | vízilabda   |                    |
| Sax Gyula           | 1978 | Buenos Aires | sakkolimpia | férficsapat        |
| Vadász László       | 1978 | Buenos Aires | sakkolimpia | férficsapat        |
| Szekeres Pál        | 1996 | Atlanta      | paralimpia  | tőr egyéni         |
| Szekeres Pál        | 1996 | Atlanta      | paralimpia  | kard egyéni        |
| Märcz Tamás         | 2000 | Sydney       | vízilabda   |                    |
| Szécsi Zoltán       | 2000 | Sydney       | vízilabda   |                    |
| Szécsi Zoltán       | 2004 | Athén        | vízilabda   |                    |

## A BVSC világbajnokai
| Elek Ilona         | 1951 | Stockholm         | vívás         | női tőr egyéni      |
| Elek Ilona         | 1952 | Koppenhága        | vívás         | női tőrcsapat       |
| Elek Ilona         | 1953 | Brüsszel          | vívás         | női tőrcsapat       |
| Kiss Katalin       | 1953 | Brüsszel          | vívás         | női tőrcsapat       |
| Elek Ilona         | 1954 | Luxembourg        | vívás         | női tőrcsapat       |
| Kiss Katalin       | 1954 | Luxembourg        | vívás         | női tőrcsapat       |
| Magay Dániel       | 1954 | Luxembourg        | vívás         | kardcsapat          |
| Keresztes Attila   | 1955 | Róma              | vívás         | kardcsapat          |
| Kiss Katalin       | 1955 | Róma              | vívás         | női tőrcsapat       |
| Nyári Magda        | 1955 | Róma              | vívás         | női tőrcsapat       |
| Czvikovszky Ferenc | 1957 | Párizs            | vívás         | tőrcsapat           |
| Kamuti Jenő        | 1957 | Párizs            | vívás         | tőrcsapat           |
| Mendelényi Tamás   | 1957 | Párizs            | vívás         | kardcsapat          |
| Mendelényi Tamás   | 1958 | Philadelphia      | vívás         | kardcsapat          |
| Marvalics Györgyi  | 1959 | Budapest          | vívás         | női tőrcsapat       |
| Nyári Magda        | 1959 | Budapest          | vívás         | női tőrcsapat       |
| Nyári Magda        | 1962 | Buenos Aires      | vívás         | női tőrcsapat       |
| Bóbis Ildikó       | 1967 | Montreal          | vívás         | női tőrcsapat       |
| Erdős Sándor       | 1970 | Ankara            | vívás         | párbajtőrcsapat     |
| Fenyvesi Csaba     | 1970 | Ankara            | vívás         | párbajtőrcsapat     |
| Erdős Sándor       | 1971 | Bécs              | vívás         | párbajtőrcsapat     |
| Fenyvesi Csaba     | 1971 | Bécs              | vívás         | párbajtőrcsapat     |
| Bóbis Ildikó       | 1973 | Göteborg          | vívás         | női tőrcsapat       |
| Gerevich Pál       | 1973 | Göteborg          | vívás         | kardcsapat          |
| Maros Magda        | 1973 | Göteborg          | vívás         | női tőrcsapat       |
| Bóbis Ildikó       | 1974 | Grenoble          | vívás         | női tőr egyéni      |
| Gergely Gábor      | 1975 | Calcutta          | asztalitenisz | férfi páros         |
| Gerevich Pál       | 1977 | Buenos Aires      | vívás         | kard egyéni         |
| Gerevich Pál       | 1978 | Hamburg           | vívás         | kardcsapat          |
| Fenyvesi Csaba     | 1978 | Hamburg           | vívás         | párbajtőrcsapat     |
| Pap Jenő           | 1978 | Hamburg           | vívás         | párbajtőrcsapat     |
| Gergely Gábor      | 1979 | Phenjan           | asztalitenisz | férficsapat         |
| Takács János       | 1979 | Phenjan           | asztalitenisz | férficsapat         |
| Pap Jenő           | 1982 | Róma              | vívás         | párbajtőr egyéni    |
| Dancsa Katalin     | 1994 | Róma              | vízilabda     |                     |
| Kertész Zsuzsa     | 1994 | Róma              | vízilabda     |                     |
| Rafael Irén        | 1994 | Róma              | vízilabda     |                     |
| Rédei Katalin      | 1994 | Róma              | vízilabda     |                     |
| Szalkay Orsolya    | 1994 | Róma              | vízilabda     |                     |
| Szremkó Krisztina  | 1994 | Róma              | vízilabda     |                     |
| Fekete Attila      | 1998 | La Chaux-de-Fonds | vívás         | párbajtőrcsapat     |
| Fekete Attila      | 2001 | Nimes             | vívás         | párbajtőrcsapat     |
| Kovács Iván        | 2001 | Nimes             | vívás         | párbajtőrcsapat     |
| Tóth Hajnalka      | 2002 | Lisszabon         | vívás         | női párbajtőrcsapat |
| Gali Bernadett     | 2002 | Budapest          | karate        | IKF, +60 kg         |
| Szécsi Zoltán      | 2003 | Barcelona         | vízilabda     |                     |
| Takács Orsolya     | 2005 | Montreal          | vízilabda     |                     |
| Lontay Balázs      | 2007 | Szentpétervár     | vívás         | kardcsapat          |
| Kiss Balázs        | 2009 | Herning           | birkózás      | kf. 96 kg           |

## Szakosztályai

### 100 év szakosztályai
| Szakosztály        | Megalakulás éve | Megszűnés éve |
| ------------------ | --------------- | ------------- |
| Asztalitenisz      | 1949            | -             |
| Atlétika           | 1951            | 2004          |
| Autósport          | 1955            | 1956          |
| Birkózás           | 1925            | -             |
| Evezés             | 1955            | 1962          |
| Gyeplabda          | 1955            | 1968          |
| Jégkorong          | 1955            | 1980          |
| Kajak-kenu         | 1949            | 1962          |
| Karate             | 1982            | -             |
| Kerékpár           | 1956            | -             |
| Kézilabda          | 1948            | -             |
| Kosárlabda         | 1946            | 1968          |
| Labdarúgás         | 1911            | -             |
| Motorkerékpár      | 1955            | 1956          |
| Műkorcsolya        | 1955            | 1956          |
| Műugrás            | 1948            | -             |
| Ökölvívás          | 1925            | -             |
| Öttusa – háromtusa | 1984            | 1990          |
| Röplabda           | 1949            | -             |
| Sakk               | 1950            | 1981          |
| Síelés             | 1955            | 1956          |
| Sportlövészet      | 1930            | 1949          |
| Súlyemelés         | 1936            | 1962          |
| Szabadidő-wellness | 2004            | -             |
| Szinkronúszás      | 2001            | -             |
| Tájékozódási futás | 1949            | 1959          |
| Teke               | 1953            | 1956          |
| Tenisz             | 1959            | -             |
| Torna              | 1951            | 1969          |
| Triatlon           | 1995            | 2004          |
| Úszás              | 1948            | -             |
| Vitorlázás         | 1955            | 1956          |
| Vívás              | 1943            | -             |
| Vízilabda          | 1948            | -             |

Jelenleg működő szakosztályok:
- Asztalitenisz
- Birkózás
- Karate
- Kerékpár
- Kézilabda
- Labdarúgás
- Műugrás
- Röplabda
- Szinkronúszás
- Úszás
- Vívás
- Vízilabda

### Asztalitenisz
A BVSC asztalitenisz-szakosztályát 1949-ben alapították. Kiemelkedő egyéniségei: Gergely Gábor, Berczik Zoltán, Rózsás Péter, akik számos világ- és Európa Bajnoki sikert értek el. A vasutas csapat hosszú éveken keresztül Európa meghatározó együttese volt, kétszer a Bajnokcsapatok Európa Kupáját, öt alkalommal az ETTU kupát is sikerült elhódítania.
1989-től korosztályos Európa-bajnokok: Bátorfi Zoltán, Varga Zoltán, Gárdos Róbert, Zwickl Dániel, Molnár Krisztián, Jakab János, Kosiba Dániel. A jelenlegi versenyzői állomány jelentős része az utánpótlás-korosztályhoz tartozik. A szakosztály valamennyi utánpótláskorú versenyzője rendszeres résztvevője a Magyar Asztalitenisz Szövetség országos, regionális és területi versenyeinek. A különböző bajnoki osztályokban 6 csapatot szerepeltet a BVSC, melyek közül az Extra Ligában, a legmagasabb osztályú felnőtt csapatbajnokságban játszik az első csapat, kizárólag saját nevelésű versenyzőkkel, a mezőny legfiatalabb átlagéletkorú együtteseként, a 2015/16-os bajnokságot a 6. helyen zárták.
Legeredményesebb versenyzők:
- Do Phuong Nam, sokszoros utánpótlás-válogatott és magyar bajnok
- Bruckner Máté, ifjúsági válogatott, 10-szeres magyar bajnok, az országos ifjúsági ranglista 1. helyezettje
- Kovács Gábor, ifjúsági válogatott, az országos ifjúsági ranglista 5. helyezettje
- András Csaba, serdülő válogatott, 10-szeres magyar bajnok, az országos serdülő ranglista 1. helyezettje
- Juhász Patrik, serdülő válogatott, 11-szeres magyar bajnok, az országos serdülő ranglista 2. helyezettje

### Birkózás
Az egyesületben a labdarúgók után másodikként a birkózok alakították meg a szakosztályukat 1925. április 26-án, és azóta is megszakítás nélkül működnek. A birkózás számos hazai és nemzetközi sikerrel a BVSC egyik legeredményesebb szakosztályát alkotják. A szakosztály Poppel Alfonz kezdeményezésére alakult, Előd (Ecker) József intézte az ügyeket, aki hosszú éveken át vezetőedzőként és ,,mindenesként" meghatározó alakja volt a BVSC birkózó szakosztálynak. Az első eredmények már 1930-ban jelentkeztek, a MÁV Sportliga bajnokságán két első helyet szereztek, felnőtt csapatuk második lett, míg az ifjúságiak csapatbajnokságot nyertek. A következő évben Barabits Béla vasutasbajnokságban, majd az országos bajnokságban végzett az első helyen. A BVSC birkózócsapata sikeresen szerepelt külföldön is. Így 1933-ban Isztambulban, 1934-ben Lengyelország több városában, 1935-ben Pozsonyban értek el szép győzelmeket.
A kezdeti rossz körülmények a klubház felépülésével sokat javultak, ami az eredményekben is lemérhető. A harmincas években kezdődött Bóbis Gyula, Kovács Gyula, Palotás József sikeres pályafutása. Bóbis Gyula az 1948-as londoni olimpián ért fel a csúcsra, olimpiai bajnokságot nyert. Ezenkívül világbajnoki ezüst-és Európai-bajnoki bronzérem, valamint 20 országos bajnoki cím jellemzi pályafutását. 
Kovács Gyula 1935 és 1957 között 25 egyéni és 5 csapatbajnokságot, vb- és Eb-ezüstérmet nyert, három olimpián vett részt, visszavonulása után húsz évig az utánpótlás-válogatottnál dolgozott.
Paltotás József 1936-ban Berlinben az olimpián, 1937-ben Münchenben az Európa-bajnokságon harmadik helyen végzett, 3 egyéni és 2 csapatbajnokságot nyert. 
Érdemes még megemlíteni, hogy 1942-ben a vasutasok 4:3 arányban legyőzték Dél-Olaszország válogatottját. Egy évvel később a szakosztályból többen a MÁV Előre egyesületbe távoztak, de a háború után visszatértek, és új néven (Budapesti Vasutas Előre SC) a régiekkel együtt folytatták a versenyzést. 
A háború befejeződése után az egyesületben a birkózók az elsők között kezdték el a munkát. 1945-ben és 1946-ban már 7 bajnokságot nyertek egyéniben, és 1946-ban első helyen végeztek a csapatbajnokságban is. A következő hévben nemzetközi porondon is szép sikereket értek el. Budapesten 6:2-re legyőzték a svéd vasutas-válogatottat, majd Svédország és Finnország különböző városaiban vasutas- és városi válogatottak ellen hat győzelmet arattak, és veretlenül zárták északi túrájukat. Itt említjük meg a Szilvásy Miklós eredményeit, aki 1948-ban a londoni olimpián ezüstérmet nyert, de négy év múlva nár más egyesület színeiben lett olimpiai bajnok, mivel 1949-ben eltávozott az egyesületből.
Az ötvenes évek sikerei után, hozzávetőleg 1970-ig gyengébb időszak következett. Előbb Pintér István (1972-ig), majd Székely Pál (1983-ig) irányította vezetőedzőként a szakosztály munkáját, 1983-tól pedig másfél évig Gurics György volt a vezetőedző. 1961-ben 42, 1971-ben 80 fő készült az edzéseken a különböző versenyekre. Steer Antal és Gaál Károly vezérletével jöttek az újabb sikerek, köztük három csapatbajnoki elsőség (1970, 1979, 1980). 1970-ben a BVSC az első helyen végzett a birkózó szakosztályok pontversenyében. Steer Antal világversenyeken négyszer állt a dobogón (1 vb-ezüst-, 2 Eb-ezüst- és 1 Eb-bronz érem), nyolcszoros országos bajnok volt, Gaál Károly és Laták Attila pedig Európa-bajnokságon nyert bronzérmet. 
Meg kell említenünk, hogy a BVSC a hetvenes évektől elhunyt bajnokai, Bóbis Gyula, Szilvásy Miklós és dr. Palotás József tiszteletére emlékversenyeket rendezett vidéki vasutas-egyesületek (Debrecen, Kecskemét, Nagykanizsa stb.) közreműködésével. A Bóbis- és Palotás-emlékverseny 1992-ben, Szilvásy-emlékverseny 2000-ben szűnt meg támogatók és anyagiak hiánya miatt.
1985-ben Tóth István kapott vezetőedzői megbízást. Eb-ben az évben 18 felnőtt, 4 junior, 11 ifjúsági, 18 serdülő, 57 úttörő és 100 előkészítős birkózótagja volt a szakosztálynak. 1994-től Tóth István szakosztály-igazgatóként, Vörös László szakosztályvezetőként, Kiss Ferenc vezetőként dolgozik a birkózóknál. Az elmúlt 25 évben több mint ötven egyéni országos bajnokság, három csapatbajnoki cím (1990, 1999, 2008) jelzi a birkózószakosztály eredményességét. 1990-től kezdődik az utánpótlás-korosztályok sikerkorszaka, mely napjainkban is tart. Serdülő, ifjúsági és junior vb-n, Eb-n a következők nyertek aranyérmet: Majoros István, Simita Zsolt, Fehér Tamás, Bárdosi Sándor, Kiss Balázs. A világversenyeken Bárdosi Sándor 2000-ben a sydney-i olimpián ezüstérmet nyert, Kiss Balázs 2009-ben világbajnok lett. Ebben az időszakban a világbajnokságokon még 1-1 ezüst-és bronzérmet nyertek a BVSC birkózói, az Európa-bajnokságokon pedig 3 ezüst- és 6 bronzérem volt az eredmény. A 2008-ban Szombathelyen a kötöttfogású csapat Világ Kupán második helyen végzett a válogatottnak 3 BVSC-s tagja is volt.
Az egyesület birkózói 1931 és 2010 között összesen 160 (149 egyéni és 11 csapat) országos bajnokságot nyertek. Az alábbi birkózók voltak a legeredményesebbek: Kovács Gyula 30, Bóbis Gyula 20, Tarr Gyula és Dvorák László 11-11 bajnoksággal.

### Karate
Az egyesület Börzsei Károly, Gulyás Péter és Heltai Tibor karamester kezdeményezésére hozta létre 1982-ben a karateszakosztályt. Rövidesen mintegy 150 igazolt karatéka volt a szakosztályban. Az alapítók később is meghatározó szerepet töltöttek be. Börzsei Károly Eb-5. helyezést ért el, majd vezetőedzőként, illetve szakosztályelnökként dolgozott. Gulyás Péter elsőként szerzett nemzetközi bírói minősítést. Heltai Tibor 1986-ban a szakosztály vezetője volt. A szakosztályban a felnőtt sportolók száma tíz év alatt 24-ről 43-ra nőtt. Az első országos bajnoki címet Szloboda Erzsébet szerezte, 1989-ben első lett a karate-do formagyakorlatban. A kilencvenes évektől az országos bajnokságokon a karate-do küzdelem kategóriájának különböző súlycsoportjában 1991-ben Burján János (+80 kg), 1998-ban Zsoldos László (80 kg), 1999-ben Madi Koppenrund (80 kg), 2001-ben és 2003—ban Német richárd (80 kg), 2004-ben Kalakán László (80 kg) és Kovács Ádám (65 kg) szerzett bajnoki címet. Bajnoki aranyérmet Kun Péter (+84 kg) nyert 2009-ben. Mindezek napjainkig számos további dobogós helyezés egészíti ki. 
Nemzetközi téren a legnagyobb sikert Gali Bernadett érte el. 2001-ben ezüstérmes lett a miskolci Világ Kupán, 2002-ben pedug világbajnokságot nyert az IKF szakág +60 kg-os kategóriában. A női csapat 1997-ben a sotokán vb-n bronzérmet szerzett Gali Bernadett, Hajdú Katalin, Németh Krisztina összeállításban. 2003-ban Londonban a kadett Európa-bajnokságon Kovács Ádám harmadik lett a WADO KAI 55 kg-os kategóriában.
Az egyesület karatékái 1991 és 2009 között összesen kilenc országos bajnokságot nyertek. A legeredményesebb versenyző 2009-ig bezárólag Németh Richárd két bajnoksággal.

### Kerékpár
Az egyesület kerékpárszakosztálya 1956 novemberében alakult. Előtte fúzióval létrehozott Bp. Törekvés színeiben már néhány bajnoki helyezést elértek a sportolók, így többek között 1955-ben Okolicsny a kétüléses versenyben második, Faludi Miklós a 30 km-es motorvezetéses számban harmadik helyezést szerzett. A szakosztály vezetője, szerelője, centírozója edzője, szóval ,,mindenese" id. Pataki József, ,,Patyi bácsi" volt, aki nemcsak 1979-es nyugdíjazásáig, hanem szinte élete végéig meghatározó alakja volt a BVSC kerékpáros-szakosztályának. Hosszú versenyzői pályafutása alatt 526(!) versenyt nyert, közte 67 nemzetközi viadalt.
Id. Pataki József fáradhatatlan és hozzáértő munkájának köszönhetően a vasutas kerekesek Európa szerte elismerést vívtak ki maguknak, olyan nevek versenyeztek náluk, mint Juszkó János, Orbán Pál, Sleisz László, Fülöp József, Bauer Péter és ifj. Pataki József. A csapat kiváló eredményei a nemzetközi sikerek meghozták az anyagi támogatást, így 1971-ben ismét költözésre került sor: a Vasutasok Szakszervezete és a MÁV Hídépítési Főnöksége segítségével felépítettek egy 140 négyzetméter alapterületű kerékpáros centrumot, a BVSC XIV. kerületben található Szőnyi úti telepén.
A kezdeti három évtizedben a szakszervezet sokat segítette a szakosztályt. A korai években a felállás a következő volt: 40 versenyző, 2 edző, 1 technikai vezető, 1 vezető edző, 1 szakosztályvezető, 1 szerelő, 1 szertáros, 1 gyúró állt a csapat rendelkezésére. Így az edzőknek csak az volt a dolguk, hogy a legjobbakat kiszűrjék és kiemeljék. Volt felszerelés, pénz és versenyző, az emberekben sport iránti szeretet. Az anyagi helyzet romlása miatt a szakosztály létszámát még kétszer kellett csökkenteni, így először 20 versenyző 2 edző (Pataki József és Hazai György) felállásban majd később 15 versenyző 1 edző (Pataki József) felállásban működött.
Az eredmények inkább az utánpótlás-korcsoportokból ugyan, de még mindig gyarapodtak. Sportállás hiányában viszont a szakosztály felnőtt versenyzők nélkül maradt, az utánpótlás pedig ugyan hozta az eredményeket, de a támogatók elmaradtak. A változást a klub életében az a fordulat jelentette, hogy harmadik generációként ifj. Pataki József lánya, Ibolya is a kerékpársportot választotta életcéljának, és számos (38) magyar bajnoki címet gyűjtött utánpótlás és felnőtt kategóriában. Több magyar csúcs fűződik nevéhez, ifjúsági- és felnőtt világbajnoki szereplés és kiváló helyezések.
A BVSC-Zugló az egyetlen olyan szakosztály, amely működésének kezdete óta napjainkig folyamatosan szállítja a magyar kerékpársport kiemelkedő nemzetközi eredményeit. Ráadásul mindezt úgy, hogy versenyzői a nem éppen ideális hazai körülmények között készültek és készülnek. Az ország legjobb pályacsapata 2000 óta minden egyes esztendőben a BVSC lett. Az ország egyik legtehetségesebb és legeredményesebb országúti- és pályakerékpárosa Lovassy Krisztián 2012-ben egyetlen hazai országúti kerékpáros résztvevőként a BVSC-Zugló színeiben versenyzett a londoni olimpián. Aktuális karate hírek a BVSC-Zugló egyesületből.

### Kézilabda
A Bp. Lokomotív kézilabdázóiról az első híradások 1949-ben olvashatók. A férfi és a női nagypályás csapatok 1950-ben az NB II-es bajnokságban szerepeltek, egy évvel később a női teremkézilabda-csapat NB II-es mérkőzéseiről olvashatunk. 1955-ben az egyesületek fúziójakor a Bp. Postás női nagypályás kézilabdacsapat Bp. Törekvés néven a bajnokságban a 4. helyen végzett. 1956-ban a bajnokság félbeszakadt, a Bp. Törekvés egy fordulóval a befejezés előtt az első helyen állt. A csapat 1957-től újra az eredeti néven, Bp. Postásként nyerte meg a bajnokságot. 1955-ben a Bp. Törekvés kézilabdázói közül többen is szerepeltek a válogatottban. Gorencz Hedvig, Lesták (Lendvai) Mária és Molnár Mária 1995. július 3-án Bukarestben a románok elleni, 6:4-re megnyert mérkőzésen a csapat tagja volt. 1956-ban, az NSZK-ban megrendezett nagypályás világbajnokságon bronzérmet nyert a válogatottban öt Bp. Törekvés-játékos is szerepelt. A nagypályás kézilabda 1959-ben megszűnt, a kézilabdázók kispályán folytatták sportolásukat. 
Az egyesület 1962-ben hozta létre női kispályás szakosztályát. Az együttes a Budapest II. osztályba besorolásra. Fokozatosan feljebb kerültek, és 1969-ben az NB II Keleti csoportjának megnyerésével az NB I/B-be jutottak. A csapat edzője Bognár Ferenc volt. Két év múlva az első osztályba kerültek, de csak egy évig szerepeltek a legjobbak között. A játékosok közül többen a korosztályos válogatottak kereteibe is meghívást kaptak. Így Czimler az utánpótlás-, Béres és Marosi az ifjúsági, Varga a serdülőválogatott-keret tagja lett. A következő években a csapat az NB I/b-ben és az NB II-ben szerepelt, majd 1978-ban a szakosztályt megszüntették, és a játékosok a Testvériségben folytatták a sportolásukat.

### Labdarúgás

#### Története

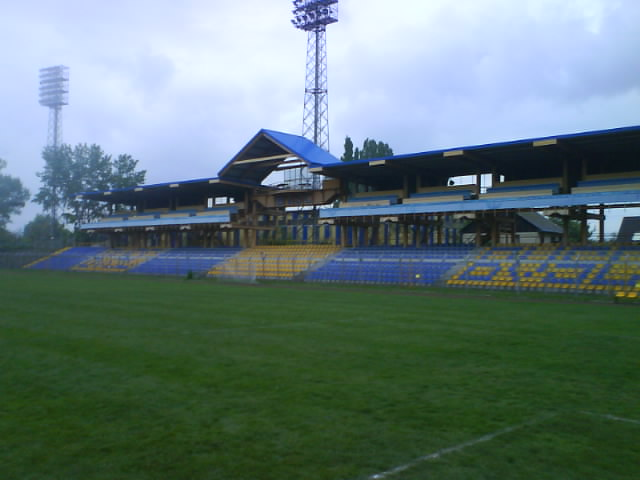
A BVSC Szőnyi úti stadionja

A labdarúgócsapat először az 1958–1959-es idényben szerepelt a magyar élvonalban, ahonnan az 1959–1960-as idény végén kiestek, és több mint harminc évig a másod- és harmadosztályban versenyeztek. A klub 1991-ben jutott fel ismét az élvonalba, és egészen 1999-ig őrizték NB1-es tagságukat; 1992-ben közép-európai kupa-, 1996-ban és 1997-ben pedig magyar kupadöntős volt a csapat. A szponzorok támogatásának megszűnése a klub anyagi helyzetének jelentős romlását eredményezte. Az 1995–96-os szezonban még bajnoki ezüstérmes csapat a 2000-es években több évre megszűnt, majd 2012-ben az újraalakult felnőtt csapattal megnyerték a 2012-2013-as BLSZ IV-bajnokságot,és rá egy évre a BLSZ III-at is. Ezután a sikeres szakmai stábot elküldték, majd a BLSZ II-ben játszottak évekig. A 2018-19-es bajnokságban szakmai és tartalmi átszervezés kezdődött, ennek eredménye képen a BVSC Zugló megnyerte a BLSZ II. osztályú bajnokságot, majd egy évvel később a BLSZ I. osztály első helyén végzett. A koronavírus járvány miatt kialakult helyzet nem tette lehetővé az osztályozó lejátszását, így enélkül vívta ki a BVSC az NB III-as szereplés jogát. A 2022–2023-as idényben a BVSC megnyerte az NB III-as bajnokság keleti csoportján, és a Szentlőrinc elleni osztályozót sikerrel véve feljutott az NB II-be. A csapat szurkolótáborai, mint a BVSC Ultras, a Zugló Expressz és a Zuglói Darazsak mindmáig aktívak.

#### Jelenlegi keret
Utolsó módosítás: 2024. március 11.
A vastaggal jelzett játékosok felnőtt válogatottsággal rendelkeznek.
A dőlttel jelzett játékosok kölcsönben szerepelnek a klubnál.
| Mezszám       | Név                    | Nemzetiség     | Születési hely | Születési idő (kor)            | Korábbi csapat           | Érték (€) | Szerződés lejárta |
| Kapusok       | Kapusok                | Kapusok        | Kapusok        | Kapusok                        | Kapusok                  | Kapusok   | Kapusok           |
| ------------- | ---------------------- | -------------- | -------------- | ------------------------------ | ------------------------ | --------- | ----------------- |
| 1             | Csenterics Adrián      | HUN            | Budapest       | 2004. október 8. (20 éves)     | MTK Budapest FC          | 125 000   | 2024.06.30.       |
| 12            | Kovács Benedek         | HUN            | Pécs           | 2000. október 3. (24 éves)     | Rákosmente KSK           | 25 000    | Nem publikus      |
| 34            | Petroff Zsombor        | HUN            | Budapest       | 2006. július 6. (18 éves)      | Újpest FC                | 10 000    | Nem publikus      |
|               | Szemerédi Norbert      | HUN            | Szekszárd      | 1993. december 8. (31 éves)    | Kazincbarcikai SC        | 25 000    | Nem publikus      |
| Védők         |                        |                |                |                                |                          |           |                   |
| 3             | Hesz Olivér            | HUN            | Budapest       | 1996. február 15. (29 éves)    | Dorogi FC                | 75 000    | Nem publikus      |
| 5             | Nagy József            | HUN            | Szolnok        | 1988. január 1. (37 éves)      | Rákosmente KSK           | 25 000    | 2024.06.30.       |
| 14            | Lénárt Gábor           | HUN            | Debrecen       | 2004. szeptember 18. (20 éves) | Szentlőrinc SE           | 50 000    | Nem publikus      |
| 15            | Benkő-Bíró Norbert     | HUN            | Csíkszereda    | 1992. október 8. (32 éves)     | Balassagyarmati VSE      | 50 000    | Nem publikus      |
| 16            | Ábrahám Márton         | HUN            | Budapest       | 2006. június 23. (18 éves)     | Utánpótlásból került fel | 10 000    | Nem publikus      |
| 24            | Poór Patrik            | HUN            | Győr           | 1993. november 25. (31 éves)   | MTK Budapest FC          | 150 000   | Nem publikus      |
| 25            | Király Ákos            | HUN            | Kaposvár       | 1998. szeptember 14. (26 éves) | Balassagyarmati VSE      | 75 000    | Nem publikus      |
| 30            | Deutsch Bence          | HUN            | Budapest       | 1992. augusztus 4. (32 éves)   | Nyíregyháza Spartacus FC | 10 000    | 2024.06.30.       |
| 90            | Paulo Vinícius         | HUN · BRA      | São Paulo      | 1990. február 21. (35 éves)    | PAE APÓ Levadiakósz      | 200 000   | 2024.06.30.       |
| Középpályások |                        |                |                |                                |                          |           |                   |
| 2             | Májer Gergő            | HUN            | Budapest       | 1995. január 4. (30 éves)      | Érdi VSE                 | 50 000    | Nem publikus      |
| 6             | Tóth Keve              | magyar         | Budapest       | 1998. augusztus 31. (26 éves)  | Budaörsi SC              | 50 000    | Nem publikus      |
| 7             | Ihrig-Farkas Sebestyén | magyar         | Budapest       | 1994. január 28. (31 éves)     | Vasas FC                 | 100 000   | 2024.06.30.       |
| 8             | Szilágyi Máté          | magyar         | Budapest       | 1996. szeptember 25. (28 éves) | Taksony SE               | 75 000    | Nem publikus      |
| 13            | Rabatin Richárd        | magyar         | Nyíregyháza    | 1999. augusztus 17. (25 éves)  | FC Ajka                  | 75 000    | Nem publikus      |
| 17            | Csősz Richárd          | magyar         | Debrecen       | 1997. április 22. (28 éves)    | Nyíregyháza Spartacus FC | 75 000    | Nem publikus      |
| 18            | Nikola Mitrović        | szerb · magyar | Kruševac       | 1987. január 2. (38 éves)      | Budapest Honvéd FC       | 75 000    | 2024.06.30.       |
| 19            | Gergely Péter          | magyar         | Gyöngyös       | 1993. október 13. (31 éves)    | Dunaújváros PASE         | 50 000    | Nem publikus      |
| 26            | Hidi Patrik            | magyar         | Győr           | 1990. november 27. (34 éves)   | Vasas FC                 | 175 000   | 2024.06.30.       |
| 44            | David Nwachukwu        | Nigéria        | Nigéria, ?     | 2004. december 14. (20 éves)   | Debreceni VSC            | -         | Nem publikus      |
| Támadók       |                        |                |                |                                |                          |           |                   |
| 4             | Vernes Richárd         | HUN            | Budapest       | 1992. február 24. (33 éves)    | Vasas FC                 | 75 000    | Nem publikus      |
| 9             | Horváth Roland         | HUN            | Budapest       | 1994. február 28. (31 éves)    | Dorogi FC                | 50 000    | Nem publikus      |
| 10            | Kelemen Patrik         | HUN            | Vác            | 1993. augusztus 23. (31 éves)  | Érdi VSE                 | 25 000    | Nem publikus      |
| 11            | Tóth Milán             | HUN            | Budapest       | 1997. június 23. (27 éves)     | Vác FC                   | 25 000    | Nem publikus      |
| 20            | Bacsa Patrik           | HUN            | Miskolc        | 1992. június 3. (33 éves)      | Kazincbarcikai SC        | 100 000   | Nem publikus      |
| 21            | Mészáros András        | HUN · SVK      | Komárom        | 1996. március 29. (29 éves)    | Komáromi FC              | 75 000    | Nem publikus      |
| 77            | Mucsányi Márk          | HUN            | Budapest       | 2001. november 16. (23 éves)   | Újpest FC                | 75 000    | 2024.06.30.       |

#### Eredmények

##### Nemzeti
- NB I
  -  Ezüstérmes (1): 1995–96
- Magyar kupa
  -  Döntős (2): 1996, 1997

##### Nemzetközi
- Közép-európai kupa
  -  Döntős (1): 1992

#### Szezonok
- A BVSC-Zugló FC 1998–1999-es szezonja

#### Nemzetközi kupaszereplések
| Szezon  | Bajnokság          | Forduló    | Ellenfél           | Otthon | Idegenben    | Össz.        |
| ------- | ------------------ | ---------- | ------------------ | ------ | ------------ | ------------ |
| 1992    | Közép-európai kupa | Elődöntő   | DAC Dunaszerdahely |        | 0–0 (t. 5–6) | 0–0 (t. 5–6) |
| 1992    | Közép-európai kupa | Döntő      | Borac Banja Luka   |        | 1–1 (t. 5–3) | 1–1 (t. 5–3) |
| 1996–97 | UEFA-kupa          | Selejtező  | Barry Town FC      | 3–1    | 1–3 (t. 2–4) | 4–4          |
| 1997–98 | KEK                | Selejtező  | FC Balzers         | 2–0    | 3–1          | 5–1          |
| 1997–98 | KEK                | 1. forduló | Real Betis         | 0–2    | 0–2          | 0–4          |

#### Híres játékosok
* a félkövérrel írt játékosok rendelkeznek felnőtt válogatottsággal.
| - Djordje Bajic - Emir Džinović - Kaszás Attila - Mihails Zemļinskis - Valeriu Căpățână - Adrian Negrău - Cătălin Anghel - Constantin Stănici - Daniel Usvat - Gheorghe Nițu - Marian Popa - Viktor Gracsov - Ihor Szaveljev | - Miroszlav Resko - Olekszandr Bondarenko - Olekszandr Huscsin - Olekszandr Nyikiforov - Vaszil Iscsak - Viktor Brovcsenko - Aranyos Imre - Balog Zoltán - Bérczy Balázs - Boda Imre - Bodnár László - Bognár György - Bükszegi Zoltán | - Csábi József - Cseh András - Dárdai Pál - Détári Lajos - Disztl Péter - Dragóner Attila - Duró József - Egressy Gábor - Erős Károly - Farkasházy László - Füzi Ákos - Garaba Imre - Gáspár József | - Komlósi Ádám - Koszta János - Kovács Zoltán - Marozsán János - Orosz Ferenc - Pintér Attila - Polonkai Attila - Rósa Dénes - Simon Tibor - Szalma József - Urbányi István - Végh Zoltán - Vincze István |

#### Vezetőedzők
- Szabó Péter (1951–1952)[8]
- Kállói Béla (1953)
- Baráth István (1953–1954)
- Király Tivadar (1954)
- Fenyvesi László (1955–1957)[9]
- Balogh László (1957)
- Moór Ede (1957–1960)[10]
- Kiss Gábor (1960–1961)[11]
- Stahl Jenő (1961)
- Fenyvesi László (1961–1962)[12]
- Keszei László (1962–1963)[13]
- Gyarmati János (1964–1968)[14]
- Szigeti Ferenc (1969–1970)[15]
- Marosvári Béla (1970–1973)[16]
- Mezey György (1973–1977)[17]
- Vasas Mihály (1977)[18]
- Ubrankovics Mihály (1978–1981)[19]
- Borbély András (1981–1982)[20]
- Szentmihályi Antal (1982–1983)[21]
- Halácsi László (1983–1985)[22]
- Farkas József (1985–1986)[23]
- Both József (1987–1988)[24]
- Kisteleki István (1988–1992)[25]
- Both József (1992–1993)[26]
- Garaba Imre (1993)[27]
- Egervári Sándor (1993–1996)[28]
- Dajka László (1996–1997)[29]
- Mezey György (1997)
- Bognár György (1997–1998)[30]
- Sándor István (1998)[31]
- Dragan Sekulić (1999)[32]
- Tajti József (1999)[33]
- Simon Tibor (1999–2001)[34]
- Dzurják József (2001–2002)[35]
- Futó Tamás (2003–2004)
- nem volt felnőtt csapat (2004–2012)
- Hernády András (2013–2015)
- Balogh Ákos (2015–2017)
- Varga László (2017–2018)
- Gabala Krisztián (2018–2020)
- Buzsáky Ákos (2021–2022)[36]
- Urbán Flórián (2022–2023)
- Szekeres Tamás (2023–2024)
- Kincses Ádám (2024)
- Csábi József (2024–2025)
- Dragan Vukmir (2025–)

#### Elérhetőség
BVSC Sporttelep
1142 Budapest, XIV. kerület, Szőnyi út 2.

### Műugrás
A BVSC-Zugló Műugró Szakosztálya években jelentős múltra tekint vissza. Az egyesület műugrószakosztálya 1948. november 17-én a Csepel Papír SE (azelőtt Neményi MADISZ SE) megszűnt szakosztályának versenyzőiből alakult. A sportolók közt volt Zságot Irén is, aki 1959-ig versenyzőként, majd visszavonulása után vezetőedzőként járult hozzá a szakosztály sikereihez. Zságot Irén a főiskolai világbajnokságokon négyszer dobogón ( 2 arany-, 1 ezüst- és 1 bronzérmet nyert), győzött vasutas Európa-bajnokságon, és a BVSC színeiben 21 bajnoki címmel növelte az 1949 előtti éremgyűjteményét.
1954-ben a Bp. Honvéd megszüntette a műugró szakosztályát, amelynek tagjai – mint egy 20-25 fő – a BVSC-ben folytatták pályafutásukat. Ekkor már épült a műugrómedence toronnyal, amit végül 1956-ban adtak át. Itt készült fel a melbourne-i olimpiára Gerlach József és Siák Ferenc is. Gerlach József az olimpián toronyugrásban negyedig lett, ez a sportág eddigi legjobb olimpiai eredménye, míg Siák Ferenc a hetedik helyen végzett.
Sajnos a műugrómedencében az ötméteres mély víz biztosítása komoly anyagi terhet jelentett, így rövidesen feltöltötték a medencét, és a hetvenes években a tornyot is beontották. A műugrók a Margit-szigeten folytatták a felkészülést.
Zságot Irén után 1975-től Gerlach István és Sauer László vezette az edzéseket, a szakosztály létszáma az 1971-es 30 főről 1986-ra 43-ra, majd 1997-re sok fiatallal 105 főre növekedett. A versenyzők minden évben bajnoki címeket szereztek, ezzel az egyesület egyik legeredményesebb szakosztályává váltak. Gyakorlatilag évtizedeken át a BVSC jelentette a hazai műugrást, az összes válogatott innen került ki. Konkoly János 1960-ban volt olimpiai résztvevő, majd az elmúlt 30 évben minden olimpián szerepelt BVSC műugró.
Az egyesület műugrói 1949 és 2010 között összesen 254 országos bajnokságot nyertek. Az alábbi műugrók voltak a legeredményesebbek: Kelemen Ildikó 36, Konkoly János 29, Zságot Irén 21 bajnoksággal.

### Röplabda
A BVSC női röplabdaszakosztályának megalakulásáról 1949 februárjában történt az első feljegyzés. 1955-56-ban Bp. Törekvés néven szerepelt az egyesület. Vezetőedzőjük Orbán Gyula volt, aki 1971-ig dolgozott a röplabdázóknál. A másik meghatározó személy Tatárné Kékesi-Quincz Éva, aki 1952-től 1971-ig játékosként, majd csapatkapitányként, utána három évig vezetőedzőként, 1984-ig szakosztályvezetőként tevékenykedett az egyesületben. A szakosztály tagjai közül 32 játékos szerepelt a magyar válogatottban, néhányan már más egyesület színeiben. 
A BVSC csapata négy alkalommal indult a CEV Kupában, legeredményesebben 1992/93-ban szerepelt, ekkor görög francia, és spanyol csapatok legyőzése után bejutott a negyedik fordulóba, ahol az orosz Jekatyerinburg csapatból szenvedett vereséget. 
1986-ban elkészült a Tatai út, 24x36 nm-es alapterületű termük, és végre megszűnt az albérletük. 1987-től szerződéses, profi játékosok alkották a csapatot, és ennek meg is lett az eredménye, öt éven belül háromszor végeztek dobogós helyen. A legjobban az 1990/91-es bajnokságban szerepeltek, amikor ezüstérmesek lettek. 1998-ban az egyesület elnöksége megszüntette a szakosztályt, amely a Kaszásokkal fuzionálva még három bajnokságban vett részt. 2000/2001-ben szerepeltek utoljára a legjobbak között, amikor az NB I-es alapszakaszban hatodikként végeztek. Ezután a TF-fel egyesültek, és az NB II-ben játszottak, de ez volt a hattyúdaluk, végleg megszüntették a szakosztályt.

### Sportlövészet
Az egyesületben negyedikként 1930-ban a sportlövők alakítottak szakosztályt. Első vezetőjük Helyes Lajos lett, majd Dudinszki László vette át a sportlövők irányítását. 1931-ben az egyesületben lőtér épült, 1936-ban 81, 1943-ban 273 volt a sportlövők létszáma.
A II. világháborúig legjobb eredményüket  Szőllősi Erzsébet érte el, aki 1941-ben és 1942-ben kisöbű sportpuskával a nők között országos vasutas-bajnokságot nyert, és többször javított országos csúcsot. Mellette több alkalommal szereztek dobogós helyezést a vasutasbajnokságokon, valamint 1941-ben 30 vasutas- egyesület munkastatisztikájában az első helyen végeztek.
1949-ben országos bajnokságon az önműködő sportpisztoly 60 lövéses csapatversenyében, az olimpiai rendszerű versenyszámban a Lokomotív Sport Egyesület Berzsenyi Ralp, Bozó József, Sebestyén József, Száraz József, Szőllősi János összeállításban országos bajnoki címet nyert. A csapat tagja volt az 1936-os berlini olimpián ezüstérmet nyert Berzsenyi Ralph, aki 1949-ben a Bp. Lokomotív egyesületben versenyzett. A szakosztály még ugyanebben az évben megszűnt.

### Szinkronúszás
Az egyesületben 2001-ben jelentek meg a szinkronúszók. A műugrás keretében sportolnak. 2011-ben 45 versenyzőjük volt, négy korcsoportban. Bámulatos technikáival a vízi balett egy igen látványos sportág. Számos országos bajnokságot nyertek, gyermek – utánpótlás és junior kategóriában. Hazánkban 16-17 egyesületben sportolnak szinkronúszók, a válogatott keretben több BVSC-s sportoló készült/készül világversenyekre. Több esetben is indultak és értek el kiváló eredményt európai versenyeken. 2005 és 2010 között összesen öt felnőtt országos bajnoki címert nyertek. 2017-ben világbajnokságot nyert a BVSC szinkroncsapata.
Jelenleg 70 igazolt sportolója van a szakosztálynak, felváltva eddzenek az anyaegyesületnél és a Margit szigeten. A szinkronúszók speciális helyzetben vannak. Az utánpótlás alapvetően a megfelelő úszástudás meglétére hagyatkozik. A szakosztály leigazolt versenyzői leginkább az úszó egyesületektől tudnak meríteni. A BVSC-ben működő úszószakosztálya megfelelő hátteret biztosít. A szakosztály folyamatosan fejleszti a rekreációs csoport tevékenységét.

### Tenisz
Az egyesület tenisz-szakosztálya csak 1959. április 12-én alakult, de a vasutas teniszezők már 1946 óta különböző egyesületekben (MÁVAUT Vasúti Főosztály, Vasútépítők Lokomotív) sportoltak. A nehézséget a pályák hiánya okozta, évtizedeken keresztül különböző tenisztelepeken játszottak. A nyolcvanas évekre elkészültek a pályák, az öltözők, a világítás, a fedett csarnok, a klubház és a sportszálló is. 
A szakosztály elsősorban utánpótlás-neveléssel és tömegsporttal foglalkozik.
Számos későbbi válogatott és I. osztályú játékos itt kezdte pályafutását. A szakosztályt 1974-től éveken át Hopp Béla vezette, aki másfél évig az egyesület ügyvezető elnöke is volt. 
A BVSC férfi- és női csapata az országos csapatbajnokságokban több, mint három évtizeden át elsősorban az OB I/B, illetve az OB II osztályban szerepelt, de többször feljutott a legjobbak közé is.
A férficsapat három egymás utáni évben az OB I-ben szerepelt, a nők viszont minden alkalommal kiesőhelyen végeztek, és nem tudtak bent maradni az első osztályban. A vasutas országos bajnokságokon viszont az egyesület teniszezői az egyéni és páros számokban több bajnoki címet szereztek. A vasutas férfi teniszezők sikeresen szerepeltek a vasutas Európa-bajnokságokon.
A csapatokban a BVSC-sportolók is szerepeltek, így például 1959-ben Hopp Béla. Az eredmények oldaláról: Forró Mihály, Kiss József, Korpás Ferenc és Attila, Hegedűs József, György Károly, Révész László, Tóth Ferenc, Sziráki László, Gaál Éva, Kissné Tóth Lívia, Bakosné Molnár Gabriella, Tóth Jutka, Homor Katalin, Váli Zsófia a magyar teniszsport ismert, válogatott színvonalú, országos bajnokságokon is komoly szerepet játszó versenyzői közé tartoznak. Csak a kulisszák mögött is járatosabbak tudják, hogy ezek a teniszezők mind a vasutaspályákról indultak el, a vasutas szakosztályban nevelkedtek.
BVSC más sikeres szakosztályaihoz hasonlóan a teniszezők is elsősorban nevelő tevékenységükkel alapozták meg tekintélyüket, jó hírüket. Az említettek mellett itt ütötte a labdát Csongár Árpád, Fehér Gyöngyi, dr. Milassin Miklós (Micu bácsi), Pupics Péter, a Köves testvérek, a férfi és a női gárda egyaránt szerepelt az I. osztályban.

### Úszás
Az egyesület úszószakosztálya 1948. november 17-én a Csepeli Papír SE (azelőtt Neményi MADISZ SE) megszűnt szakosztályának versenyzőiből alakult. A versenyzőkkel együtt került az egyesületbe Sárosi Imre is, aki már a harmincas években kezdett edzősködni. Sárosi Imre, a ,,Mesti" az úszósport kiemelkedő alakja volt, munkájának eredményességét olimpiai és Európai-bajnok tanítványai mellett az a több tízezer gyermek jelzi, akiket megtanított úszni.
A BVSC úszószakosztályának aranykora 1949 és 1946 közé esik. Székely Éva, Gyenge Valéria, Littomeritzky Mária Helsinkiben olimpiai bajnok lett; az 1954-es torinói Európa-bajnokságokon 4 arany- és 2 ezüstérmet nyertek Sárosi Imre tanítványai. Székely Éva 1949-ben hét első helyet szerzett az országos bajnokságon, világ- és Európa csúcsokat ért el. A időszak 57 bajnoki aranyérme a következő években a felére csökkent, majd a hatvanas évek közepétől újabb sikeres évtized következett. Ekkor már Székely Éva és Littomeritzky Mária is edzőként dolgozott a szakosztályban.
1969-ben a BVSC úszói 17 bajnoki címet szereztek. Turóczy Judit az egyesület legeredményesebb úszója volt, nyolc alkalommal ért el Európa-csúcsot, az országos bajnokságokon 34 aranyérmet nyert. 1975-től csupán Miklósfalvy Éva szállította a bajnoki címeket, 1979-ben és 1983-ban vasutas Európa-bajnokságot is nyert. Ennek az időszaknak a sikere Hajós Gyula hosszútávúszó szereplése, aki 1978ban a Capri-Nápoly versenyen harmadik lett, majd magyarok közül elsőként úszta át a La Manche csatornát.
Az újabb sikeres időszak 1985 és 1993 közé esett, ekkor Rátonyi Gábor dolgozott vezetőedzőként, Kálló István, Szabó Péter, Szilágyi Zoltán, Debnár Tamás, Pohl Anett és Csépe Gabriella volt a legeredményesebb. 1981 és 1986 között Nagy József is edzőként dolgozott az egyesületben, később az USA-ban rendkívül sikeres lett, tanítványa olimpiai bajnokságot nyert. Csépe Gabriella edzője az egyesületben Rátonyi Gábor volt, az Egyesült Államokban pedig Nagy József készítette fel a barcelonai olimpiára. Az olimpián és az EB-n pontszerző helyen végzett, majd az USA nyílt bajnokságán háromszor állt a dobogón, egyszer a legmagasabb fokán.
A szakosztály a kilencvenes évek végéhez közeledve kevesebb eredménnyel büszkélkedhetett, ekkor került az egyesületbe ifj. Szabó László, aki kezdetben vezetőedzőként, majd 2005-től szakosztály igazgatóként dolgozik. 2004 óta a szakosztály folyamatosan a 3. az egyesületi rangsorban és 2008-tól kiemelt műhelyként működik. A 2000-es évektől kezdődően szakosztályt a legeredményesebb magyar úszóklubok között tartják számon. Mind hazai és nemzetközi téren nagyszerű eredményekkel rendelkezik. 2004-től Reményi Diána, Boulsevicz Beatrix, Tompa Orsolya, Zubcsek Dénes és Kapás Boglárka hozta az eredményeket.
Eleinte csak utánpótlás szinten volt erős csapat, mostanra azonban felnőtt válogatottainkkal is dicsekedhetnek; köztük a 2014-ben világbajnoki címet szerző Bernek Péterrel, de Kozma Dominik, valamint Bohus Richárd is a BVSC-s csapatot erősíti. Míg 2019 év elejétől csatlakozott klubhoz a világklasszis legenda, Cseh László, valamint a nagy tehetség Burián Katalin és Németh Nándor is.

### Vívás
A vívószakosztályt 1949-ben alakította meg Elek Ilona, Dr. Nedeczky László, Dr. Bay Béla és Dr. Rerrich Béla Bp. Lokomotív néven. Ez 1955-ben Törekvésre, 1965-ben BVSC-re változott, 2011-től viseli a jelenlegi BVSC-Zugló nevet. A kezdetektől 2010-ig három fegyvernemes vívóklub volt. 1951-1976 között Dr. Bay Béla volt a vezetőedző és Dr. Nedeczky László a szakosztály vezető. 1968-1975 között Dr. Bay Béla szövetségi kapitányként is tevékenykedett. A vívóterem először az egyetemi sportklubbal társbérletben, a mai OSC teremben működött, 1956-ban került a Tanács krt.9-be (mai Károly krt.), majd a 90-es évek elején a Szőnyi úti sporttelepre, először a mai asztalitenisz csarnokba, majd végső mai helyére, a központi épület második emeletére. A teremben 27 villanypáston lehet edzeni. Jelenleg két fegyvernem működik a kard és a párbajtőr. A 60-as, 70-es években a hazai és nemzetközi porondon meghatározó volt a szakosztály párbajtőr csapata. Tíz magyar bajnoki elsőséget és három BEK győzelmet (74-75- 76) tudhat a magáénak. A csapat tagjai: Erdős Sándor, Erdős Gábor, Papp Jenő, Fenyvesi Csaba, Nedeczky György.

### Vízilabda
Az egyesület vízilabda-szakosztálya 1948. november 17-én alakult a Csepel Papír SE (azelőtt Neményi MADISZ SE) megszűnt szakosztályának versenyzőiből. A sportolókkal együtt került az egyesületbe Laky Károly edző is, akinek 1967-ig, külföldre távozásáig döntő szerepe  volt a vízilabdázók eredményességében.
A csapat 1950. május 27-én játszotta első OB I-es mérkőzését, és az Előre ellen 5-3-as győzelemmel mutatkozott be. A csapatban játszott többek között Sátori János ("Sam") is, aki 1956-ban külföldre távozott, és az NSZK-ban sikeres úszóedző lett, tanítványai dobogón álltak az 1964-es olimpián. A szakosztályban számos tehetséges fiatal játszott; az ötvenes-hatvanas években jó néhány úttörő- (újonc), serdülő-és ifjúsági bajnokságot, Komjádi Kupát nyertek.
A felnőttek közül 1958-ban hárman is a válogatottba kerület, Csillag Gábor, Katona András és Molnár Róbert Európa-bajnok lett. Közülük elsőként Csillag Gábor lett válogatott, aki 1958. június 1-jén Genovában, a jugoszlávok elleni 3-1-es mérkőzésen debütált. Az országos bajnokságon 1966-ban aranyérmet nyert a BVSC, amelyet „diplomás bajnokcsapatnak” neveztek, mivel négy mérnök, egy orvos és több egyetemi hallgató játszott az egyesületben.
A csapat edzője Kemény Ferenc (1967-68) Hajduk Gyula (1969-70), Tátos Nándor (1970-72), majd 1973-tól Babarczi Roland volt. 1978 és 1987 között Katona András volt a szakosztály vezetője. Ezalatt, majdnem 25 éven át a csapat sokszor végzett dobogón, s hat alkalommal bajnok is lett. A vezetőedzői feladatokat többek között Babarczi Roland, Gyarmati Dezső, Molnár Endre, Gerendás György és Vincze Balázs látta el. A bajnoki címek mellett a BVSC ötször nyerte el a Magyar Kupát. Az 1978-as bajnokságban Kiss Csaba szerezte meg a gólkirályi címet 50 góllal, 1980-ban Horkai György lett az első 57 góllal.
A magyar vízilabda sport páratlan sikert ért el azzal, hogy 9 Olimpián a magyar válogatott állhatott a dobogó legmagasabb fokára, ebből háromszor zsinórban, valamint sorra nyerte az európai és világversenyeket. Ezek a győzelmek is hozzájárultak, hogy hazánkban a vízilabdázás óriási népszerűségnek örvend. Túlzás nélkül állítható, hogy a vízilabdázás magyar nemzeti sport.
A vízilabda mindig is a BVSC egyik legeredményesebb szakosztálya volt, igen hosszú és dicsőséges múltra tekinthet vissza. Számos saját nevelésű játékost adott a magyar válogatottnak, akik sok dicsőséget hoztak hazánknak. Többek között a korábbi férfi válogatott szövetségi kapitánya Kémény Dénes, a legendás Faragó Tamás, és a háromszoros Olimpiai Bajnok csodakapus Szécsi Zoltán, valamint Kis Gábor aki Peking Olimpiai Bajnoka, egyaránt szakosztályunk neveltjei.
Mindenkori játékosaink olyan nagynevű edzők keze alatt dolgozhattak, mint Laky Károly; Gyarmati Dezső; Molnár Endre; Faragó Tamás; Gerendás György, Vincze Balázs, Dabrowski Norbert. Generációk óta folyamatosan kerülnek ki tehetséges játékosok egyesületünkből (így a jelenlegi olimpiai bajnok magyar csapat több tagjai is a BVSC-ben pólózott korábban). Férfi és női utánpótláscsapataink sorra nyerik a bajnoki címeket, ezzel egyesületünket a legjobb nevelő egyesületek élmezőnyében tartva. Az utánpótlás-nevelés folyamatosan magas színvonalát mutatja, hogy az adott évben legjobb utánpótlás-játékosnak odaítélt Szalay Iván-díjat több versenyzőnk is megkapta: 2001-ben Kis Gábor, 2005-ben Hárai Balázs, 2009-ben Meixner Marcell, 2012-ben Bedő Krisztián és Illés Anna.
Jelenleg a BVSC vízilabda szakosztálya 250 igazolt utánpótlás-versenyzőt számlál, akik 13 csapatban megosztva MVLSZ és a BVLSZ szervezésében megrendezett bajnokságokban eredményesen versenyeznek. Felkészítésükkel olyan edzők foglalkoznak, akik közül többen a korosztályos válogatottak munkáját is segítik a Magyar Vízilabda Szövetség megbízásából. Közülük Tóth Endre és Petlyánszki Péter 2008-ban az év utánpótlásedzői lettek.
Vezetőedzők
- Laky Károly (1948–1966)
- Kemény Ferenc (1967–1968)[41]
- Hajduk Gyula (1969–1970)[42]
- Tátos Nándor (1970–1972)[43]
- Babarczy Roland (1973–1980)
- Gyarmati Dezső (1981–1983)[44]
- Gyarmati Dezső és Molnár Endre (1983–1985)
- Molnár Endre (1985–1987)[45]
- Gyarmati Dezső (1987–1988)[46]
- Heltai György (1988)
- Babarczy Roland (1988–1989)[47]
- Györe Lajos (1989–1990)[48]
- Faragó Tamás (1990–1992)[49]
- Gerendás György (1992–2004)[50]
- Besenyei Attila (2004–2005)
- Vincze Balázs (2005–2010)[51]
- Dabrowski Norbert (2010–2013)[52]
- Märcz Tamás (2013–2017)[53]
- Szűcs Levente (2017–2021)[54]
- Kemény Kristóf (2021–2024)
- Varga Dániel (2024–)